# Керуак, Джек
Джек Ке́руак, настоящее имя — Жан-Луи́ Лебри́с де Керуа́к (фр. Jean-Louis Lebris de Kérouac, англ. Jack Kerouac; 12 марта 1922, Лоуэлл, Массачусетс — 21 октября 1969, Сент-Питерсберг, Флорида) — американский писатель, поэт, важнейший представитель литературы «бит-поколения». Пользовавшийся читательским успехом, но не избалованный вниманием критиков при жизни, Керуак сегодня считается одним из самых значительных американских писателей. Его спонтанный исповедальный язык вдохновлял таких авторов, как Том Роббинс, Ричард Бротиган, Хантер Томпсон, Кен Кизи, Уильям Гибсон, Боб Дилан. Его называли «королём битников».
Большую часть жизни Керуак провёл, либо скитаясь по просторам Америки, либо дома у своей матери. Сталкиваясь с меняющейся страной, Керуак стремился найти в ней своё место, что в какой-то момент привело его к отрицанию ценностей 1950-х годов. В его творчестве проявляется желание вырваться на свободу из социальных шаблонов и найти смысл жизни. Поиски могли приводить его то к освоению духовных учений, таких как буддизм, то к путешествиям по миру. Его книги иногда называют катализатором контркультуры 1960-х годов. Самые известные романы Керуака — «В дороге» и «Бродяги Дхармы».

## Биография
Жан-Луи Лебри де Керуак родился в Лоуэлле, штат Массачусетс, в семье франко-американцев бретонского происхождения, и был третьим ребёнком. Его родители, Лео-Алсид Керуак и Габриэль-Анж Левек, были родом из Квебека (Канада). Как и многие другие квебекцы этого поколения, Левеки и Керуаки эмигрировали в Новую Англию в поисках работы. До шести лет Джек не изучал английский, дома в семье говорили на квебекском французском (жуаль). В раннем возрасте он был глубоко потрясён смертью старшего брата Жерара, что впоследствии подтолкнуло его к созданию книги «Видения Жерара».

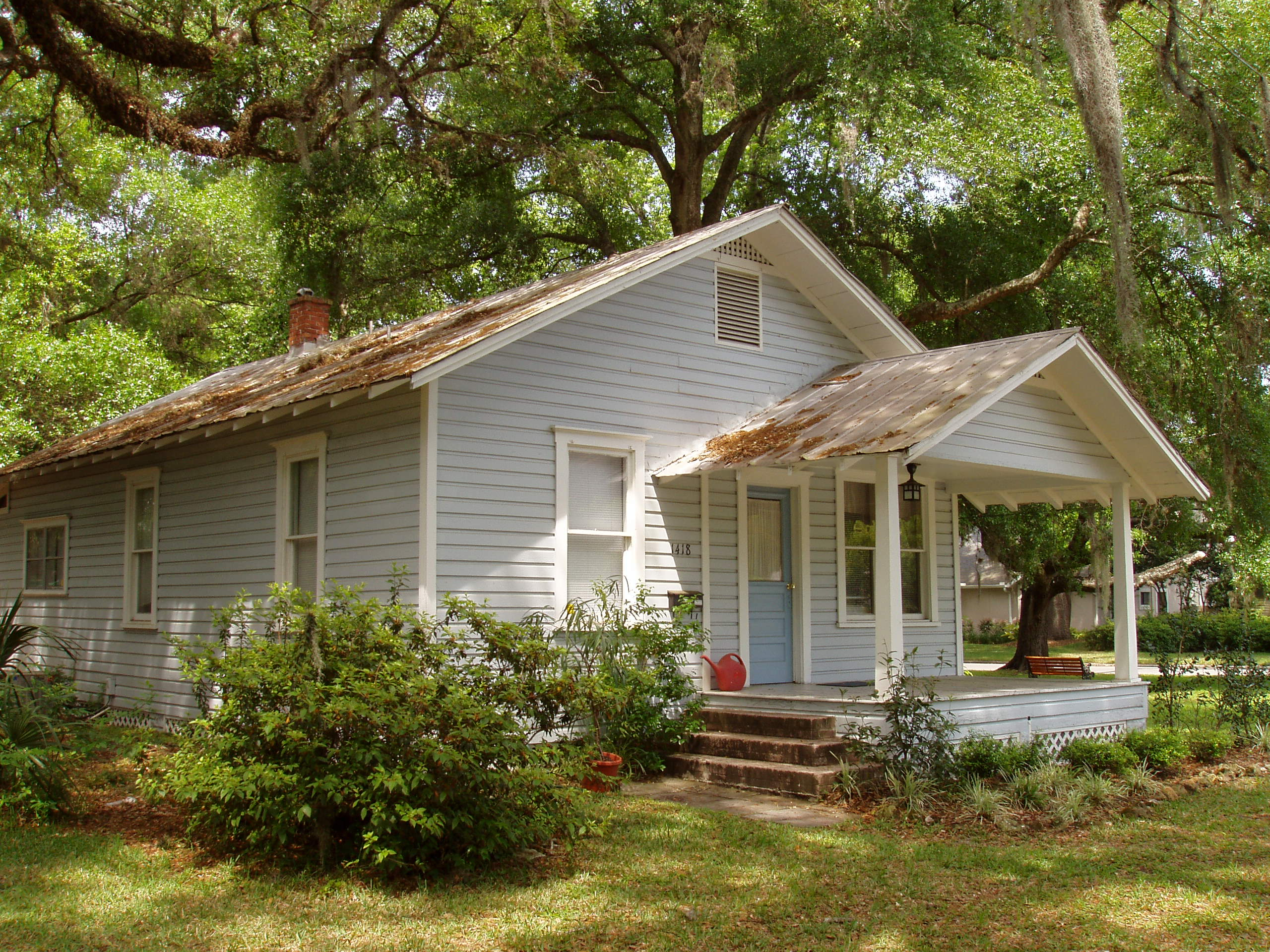
Дом Керуака во Флориде

Его отец управлял типографией и выпускал местный бюллетень «Прожектор» (The Spotlight), поэтому маленький Джек рано узнал о том, как макетируется газета, а некоторое время спустя стал выпускать и собственный спортивный бюллетень, который продавал своим знакомым в Лоуэлле.
В дальнейшем спортивные успехи сделали его звездой местной футбольной команды, что позволило ему получить стипендию в Бостонском колледже и Колумбийском университете в Нью-Йорке. Он поступил в Колумбийский университет, проведя требуемый для стипендии год в школе Horace Mann School. Именно в Нью-Йорке Керуак повстречался с людьми, с которыми ему предстояло путешествовать вокруг света, и с будущими персонажами многих из его романов — так называемым разбитым поколением, включавшим таких людей, как Аллен Гинзберг, Нил Кэссиди, Уильям Берроуз и Люсьен Карр. Керуак сломал ногу, играя в футбол, и постоянно ссорился с тренером, поэтому его спортивная стипендия не была продлена; он оставил университет на втором курсе и в 1942 году ушёл в торговый флот. В 1943 году он переходит в военно-морской флот США, но во время Второй мировой войны был списан по психологическим показаниям — он был «индифферентно настроен».
За время учёбы в Колумбийском университете у Берроуза и Керуака возникли неприятности с законом за несообщение об убийстве: 19-летний Люсьен Карр, приятель Керуака, убил ножом в драке ещё одного участника их компании — Дэвида Каммерера, гомосексуального человека и старинного друга Берроуза. Керуак помог Карру избавиться от улик, но убийца не выдержал угрызений совести и сдался полиции. Этот случай лёг в основу детективного романа «И бегемоты сварились в своих бассейнах», который они вместе написали в 1945 году (роман при жизни Керуака и Берроуза не публиковался, отрывок из рукописи был включён в посмертный сборник Берроуза Word Virus, а весь роман был опубликован лишь в 2008 году).
Время между плаваниями Керуак проводил в Нью-Йорке со своими друзьями из университета Фордэм в Бронксе. Он начал писать свой первый роман, озаглавленный «Городок и Город» (The Town and the City), который опубликовал в 1950 году под именем «Джон Керуак» и благодаря которому заработал некоторую репутацию как писатель. В отличие от позднейших произведений, установивших его «бит»-стиль, «Городок и Город» был написан под большим влиянием Томаса Вулфа.
Керуак писал постоянно, но его следующий роман «В дороге» (или «На дороге», On the Road) был опубликован только в 1957 году в издательстве Viking Press. Это во многом автобиографическое произведение, повествующее от лица одного из персонажей, Сэла Пэрэдайза; оно описывает его приключения в скитаниях по Соединённым Штатам и Мексике с Нилом Кэссиди, прототипом персонажа Дина Мориарти. В какой-то степени этот роман — наследник марктвеновских «Приключений Гекльберри Финна», но Сэл в два раза старше Гека, и действие у Керуака происходит в изменившейся Америке почти через сто лет. Роман часто называют определяющим произведением для послевоенного «разбитого поколения», с его джазом, поэзией и психоактивными веществами; роман сделал Керуака «королём разбитого поколения». Потребляя бензедрин и кофе, Керуак записал весь свой роман всего за три недели в виде обширного сеанса спонтанной прозы. Рукопись романа представляет собой один сплошной свиток длиной 36 м: заканчивая машинописную страницу, автор приклеивал её скотчем к предыдущей.
На оригинальный творческий стиль Керуака сильно повлиял джаз (особенно бибоп) и позднее буддизм. Интерес к последнему привел его к экспериментированию с хайку. Его дружба с Алленом Гинзбергом, Уильямом Берроузом и Грегори Корсо, среди прочих факторов, сформировала целое поколение. В 1958 году Керуак написал и прочитал за кадром текст в бит-фильме Pull My Daisy. В 1954 году, в библиотеке Сан-Хосе (Калифорния), Керуак открыл для себя «Буддистскую Библию» Дуайта Годдарда, которая стала началом его изучения буддизма и его собственного пути к просветлению. Он запечатлел эпизоды этого процесса, как и некоторые из его приключений с Гэри Снайдером и другими поэтами из окрестностей Сан-Франциско, в романе «Бродяги Дхармы» (The Dharma Bums), действие которого происходит в Калифорнии. «Бродяги Дхармы», которых некоторые называют продолжением «В дороге», были написаны в Орландо (Флорида) в конце 1957 — начале 1958 года и вышли в 1958 году.
Из обоих вышеупомянутых романов видно, что Керуак злоупотреблял алкоголем. В 1961 году Джек предпринял попытку покончить со спиртным, приняв предложение своего друга, поэта Лоуренса Ферлингетти, пожить вместе с ним в лоне природы — Биг-Суре. Это ни к чему не привело, если только не усугубило депрессию Керуака. Его трёхнедельное пребывание на калифорнийском побережье закончилось барами Сан-Франциско.
После Биг-Сура Керуак возвращается в Нью-Йорк. Алкоголизм прогрессирует, а депрессия продолжает набирать свои обороты.
В 1965 году Керуак летит в Париж, чтобы разузнать что-нибудь о своих предках. В результате этой поездки был написан роман «Сатори в Париже». Здесь уже нет ни разбитого поколения, ни революционных идей, а только скитания одинокого человека, слабо надеющегося обрести своё сатори.
В 1966 году Керуак женится на Стелле Сампас. Это уже третий брак Керуака (два первых были весьма скоротечными). В 1967 году Джек возвращается в свой родной город Лоуэлл вместе с женой и матерью, но год спустя переезжает в Сент-Питерсберг.

### Смерть
20 октября 1969 года около 11 часов утра Керуак был госпитализирован с горловым кровотечением в госпиталь Сент-Энтони, Сент-Питерсберг, где перенёс несколько переливаний крови и операцию на кровеносных сосудах, но вследствие нарушенной свёртываемости крови, вызванной алкогольным циррозом печени, он впал в кому и умер 21 октября 1969 года в 5:15 от обширного желудочного кровоизлияния, не приходя в сознание . Также существует версия, что причиной смерти послужили многочисленные порезы, полученные им в местном баре в состоянии алкогольного опьянения. На момент своей смерти он жил с женой Стеллой Сампас и матерью Габриэллой. Джек Керуак был похоронен в своём родном городе Лоуэлле.

### Память
В честь Джека Керуака названо отделение поэзии Института Наропы, одного из самых больших буддийских университетов США, основанное Алленом Гинзбергом и Анной Вальдман.

## Экранизации
- Подземные

- На дороге

- Биг-Сур